# Kapala flabellata
Kapala flabellata is een vliesvleugelig insect uit de familie Eucharitidae. De wetenschappelijke naam is voor het eerst geldig gepubliceerd in 1804 door Fabricius.